# Bette of Roses
Bette of Roses è l'ottavo album in studio della cantante statunitense Bette Midler, pubblicato nel 1995.

## Tracce
1. I Know This Town (Cheryl Wheeler) - 3:54
2. In This Life (Mike Reid, Allen Shamblin) - 4:11
3. Bottomless (Bonnie Hayes) - 5:18
4. To Comfort You (Ian Thomas) - 4:44
5. To Deserve You (Maria McKee) - 5:16
6. The Last Time (Maria McKee) - 4:52
7. Bed of Roses (Bonnie Hayes) - 4:12
8. The Perfect Kiss (Scott Tibbs, Marc Jordan) - 3:43
9. As Dreams Go By (Andy Hill, Pete Sinfield) - 5:09
10. It's Too Late (Tonio K, Bob Thiele Jr., Bonnie Hayes) - 4:42
11. I Believe in You (Sam Hogin, Roger Cook) - 4:34